# Fairytale (пісня Олександра Рибака)
«Fairytale» (укр. Казка) — пісня-переможець на конкурсі Євробачення 2009 у Москві, а також і перший сингл із дебютного альбому Fairytales молодого норвезького виконавця Олександра Рибака. До складу пісні включено мелодію старовинного ірландського рілу.

## Євробачення 2009
Пісня набрала 387 балів на пісенному конкурсі Євробачення 2009 у Москві й посіла перше місце. Пісня встановила новий рекорд у Європі максимально-отриманою кількістю балів. 16 країн дали цій пісні найвищу оцінку в 12 балів: Білорусь, Угорщина, Німеччина, Данія, Ізраїль, Ісландія, Іспанія, Латвія, Литва, Нідерланди, Польща, Росія, Словенія, Україна, Швеція, Естонія.

## Чарти
Пісня дебютувала в сингловому чарті Греції на 1 місці за тиждень до конкурсу. В Норвегії пісню запущено 11 лютого 2009 року з 3 місця, згодом піднялася на 1 місце наступного тижня, одразу після виступу Рибака на Melodi Grand Prix 2009. Пісня займала перше місце вісім тижнів поспіль. У Швеції дебютувала на 47 позиції, але за три тижні підскочила до 7.
Після перемоги на Євробаченні 2009 пісня потрапила до десятки найзавантажуваніших мелодій у Європі.
Розповсюдження пісні в оцифрованому форматі здійснюється через популярний сервіс iTunes, де пісня посідає третє місце за кількістю завантажень.
В Осло після перемоги пісні на Євробаченні вона стала звучати о 12 годині дня на міській ратуші.
| Чарт (2009)                   | Найвища позиція |
| ----------------------------- | --------------- |
| Greek Billboard Singles Chart | 1               |
| Norwegian Singles Chart       | 1               |
| Russian Airplay Chart         | 1               |
| Swedish Singles Chart         | 4               |

У Туреччині після Євробачення виявили, що в альбомі місцевого співака Ялина «Ben bugün», що вийшов у травні 2009 року, четверта пісня у збірці виявилась дуже схожою на хіт «Fairytale». Спеціалісти вказали, що схожим елементом у двох мелодіях є звучання скрипки. Ялин відкинув можливі звинувачення у плагіаті, заявивши, що написав пісню півтора року тому.